# Edma Roger des Genettes
Edma Roger des Genettes, meestal Mme. Roger des Genettes genoemd, was een Frans actrice in de 19e eeuw.
Zij is bekend gebleven vanwege haar uitgebreide en uitgegeven briefwisseling met Gustave Flaubert. Hij had haar ontmoet in de salon van zijn minnares Louise Colet.
Edma en Flaubert correspondeerden over literaire en politieke onderwerpen. Flauberts opmerking in een brief aan Edma dat de tweede eeuw een "Les dieux n'étant plus et le Christ n'étant pas encore, il y a eu, de Cicéron à Marc Aurèle, un moment unique où l'homme seul a été"" inspireerde Marguerite Yourcenar tot het schrijven van Mémoires d'Hadrien.
Bekend is ook het citaat Je demande, au nom de l'humanité, à ce qu'on broie la Pierre-Noire, pour en jeter les cendres au vent, à ce qu'on détruise La Mecque, et que l'on souille la tombe de Mahomet. Ce serait le moyen de démoraliser le Fanatisme, in een brief van 12 of 19 januari 1878. Een bekend voorbeeld van 19e-eeuwse islamofobie.